# 金斗雲遊戲
金斗雲遊戲股份有限公司，原名東方鴻展遊戲股份有限公司，於2014年7月18日更名改為「金斗雲」，2012年10月成立1758Play遊戲平台。